# 8149 Руфф
8149 Руфф (8149 Ruff) — астероїд головного поясу, відкритий 11 травня 1985 року.
Тіссеранів параметр щодо Юпітера — 3,553.